# Sant'Agata Bolognese
Sant'Agata Bolognese este o comună în Provincia Bologna, Italia. În 2011 avea o populație de 7150 de locuitori.

## Demografie
Sant'Agata Bolognese - evoluția demografică

|  | Graficele sunt indisponibile din cauza unor probleme tehnice. Mai multe informații se găsesc la Phabricator și la wiki-ul MediaWiki. |

Date: Recensăminte sau birourile de statistică - grafică realizată de Wikipedia

## Personalități născute aici
- Nilla Pizzi (1919 - 2011), cântăreață, actriță.
- Ferruccio Lamborghini, creatorul firmei de vehicule Lamborghini